# Mariaca Valdés
María Carlota Valdés Peña (La Habana, Cuba, 4 de enero de 1943), más conocida como Mariaca Valdés, es una chef y presentadora de televisión cubana, conocida por sus participaciones en programas de televisión de Ecuador de la cadena TC Televisión.

## Biografía
Durante su juventud decide emigrar a Estados Unidos, al iniciarse el gobierno de Fidel Castro y se radica en Estados Unidos. A finales de la década de 1970, decide trasladarse a Ecuador, país en el que ha permanecido por más de 30 años. Antes de su ingreso a las pantallas, fue gerente de ventas de TC Televisión en Quito.
Su ingreso a las pantallas se da en el año 1993, cuando debuta con su propio programa "El toque de Mariaca" en Teleamazonas, permaneciendo en dicho espacio hasta 1995. Tras su salida de Teleamazonas, regresa a TC Televisión esta vez como presentadora de "Mariaca en su salsa", espacio que condujo por más de 13 años y que le otorgó gran reconocimiento por parte del público ecuatoriano.
En 2008 sale de TC Televisión tras la incautación del medio, por diferencias ideológicas con el gobierno de Rafael Correa. En 2009 se convierte en jurado del reality "El plato fuerte" dentro del programa "El Club de la Mañana" de RTS.
En 2011 abandona el país para radicarse nuevamente en Estados Unidos, donde trabajó por varios años en una conocida tienda departamental de Miami.
En 2019 regresa a Ecuador, después de 8 años de ausencia, regresando también a la televisión ecuatoriana con el espacio de cocina "La sazón de Mariaca", nuevamente en TC Televisión. En 2020, el programa es suspendido debido a la pandemia por COVID-19 en Ecuador, y en julio del mismo año, regresa a la pantalla de TC después de cerca de 4 meses de aislamiento y cuarentena con su espacio "La sazón de Mariaca" fusionado dentro de la revista matinal "De casa en casa".

## Filmografía
| Año         | Programa                      | Rol                                | Canal         |
| ----------- | ----------------------------- | ---------------------------------- | ------------- |
| 2020-Act.   | De casa en casa               | Presentadora                       | TC Televisión |
| 2019        | Calle amores                  | Ella misma / Invitada              | TC Televisión |
| 2019-2020   | La sazón de Mariaca           | Presentadora                       | TC Televisión |
| 2011        | UHF                           | Ella misma / Invitada              | Teleamazonas  |
| 2009        | El Club de la Mañana          | Jurado (reality "El plato fuerte") | RTS           |
| 2009        | Duelo de cucharas con Mariaca | Presentadora                       | Canal Uno     |
| 2001 - 2007 | Solteros sin compromiso       | Soledad ex de Castro               | TC Televisión |
| 1995-2008   | Mariaca en su salsa           | Presentadora                       | TC Televisión |
| 1993-1995   | El toque de Mariaca           | Presentadora                       | Teleamazonas  |

## Libros publicados
Mariaca ha publicado 6 libros de cocina, con varias de las recetas que ha preparado en sus distintos programas. Entre las publicaciones se destacan:
- Comida cubana (1993)
- Recetas de pollo (1995)
- Pastas (1997)
- Cocine en microondas (2000)
- Cocinando con Mariaca (2002)
- Cocine con Mariaca (2005)